# Platja de la Marineta Cassiana
La platja de la Marineta Cassiana és una platja de sorra del municipi de Dénia (Marina Alta, País Valencià).
Limita al nord amb l'escullera sud del port i al sud amb el barranc de l'Emboixar i té una longitud de 1.016 m, amb una amplitud de 70 m.
Se situa en un entorn urbà, disposant d'accés per carrer i passeig marítim comptant amb pàrquing delimitat. És accessible per a minusvàlids i compta amb balisament.
Aquesta platja compta amb el distintiu de Bandera Blava